# Aethalops
Aethalops és un gènere de ratpenats de la família dels pteropòdids. Les espècies d'aquest gènere viuen al sud i sud-est asiàtic, des del Pakistan fins a les Filipines, i es troben entre els pteropòdids frugívors més petits del món.
El gènere conté dues espècies:
- Ratpenat frugívor de Borneo (Aethalops aequalis)
- Ratpenat frugívor pigmeu (Aethalops alecto)